# Santa Maria do Cambucá
Santa Maria do Cambucá es un municipio del Estado de Pernambuco en Brasil.

## Historia
Fundado en 1876 en torno a la capilla de Nossa Senhora do Rosário por el padre Ibiapina, el lugar era llamado Carrapato. Formaba parte del municipio de Taquaritinga (hoy Taquaritinga do Norte), y obtuvo su estatus de distrito el 25 de julio de 1895 bajo el nombre de Santa María. 
El 11 de septiembre de 1928 pasó a ser parte del municipio de Vertentes, y el 31 de diciembre su nombre cambió a Ibiapina, para diferenciarlo del municipio de Santa María, Río Grande del Sur. Sin embargo, en 1944 pasó a llamarse Cambucá, ya que existía una ciudad con el anterior nombre en Ceará. 
El Cambucá es el nombre de un árbol común del área, y el 20 de diciembre de 1963 fue creado el municipio con el nombre actual.